# Grande Prêmio da Itália de 1968
Resultados do Grande Prêmio da Itália de Fórmula 1 realizado em Monza à 8 de setembro de 1968. Nona etapa da temporada, o mesmo foi vencido pelo neozelandês Denny Hulme.

## Classificação da prova
| Pos. | Nº | Piloto               | Construtor        | Voltas | Tempo/Diferença          | Grid | Pontos |
| ---- | -- | -------------------- | ----------------- | ------ | ------------------------ | ---- | ------ |
| 1    | 1  | Denny Hulme          | McLaren-Ford      | 68     | 1:40:14.8                | 7    | 9      |
| 2    | 5  | Johnny Servoz-Gavin  | Matra-Ford        | 68     | + 1:28.4                 | 13   | 6      |
| 3    | 8  | Jacky Ickx           | Ferrari           | 68     | + 1:28.6                 | 4    | 4      |
| 4    | 27 | Piers Courage        | BRM               | 67     | + 1 volta                | 17   | 3      |
| 5    | 6  | Jean-Pierre Beltoise | Matra             | 66     | + 2 voltas               | 18   | 2      |
| 6    | 3  | Jo Bonnier           | McLaren-BRM       | 64     | + 4 voltas               | 19   | 1      |
| Ret  | 20 | Jo Siffert           | Lotus-Ford        | 58     | Suspensão                | 9    |        |
| Ret  | 10 | Jack Brabham         | Brabham-Repco     | 56     | Pressão do óleo          | 16   |        |
| Ret  | 4  | Jackie Stewart       | Matra-Ford        | 42     | Motor                    | 6    |        |
| Ret  | 15 | David Hobbs          | Honda             | 42     | Motor                    | 14   |        |
| Ret  | 19 | Jackie Oliver        | Lotus-Ford        | 38     | Transmissão              | 11   |        |
| Ret  | 2  | Bruce McLaren        | McLaren-Ford      | 34     | Vazamento de óleo        | 2    |        |
| Ret  | 11 | Jochen Rindt         | Brabham-Repco     | 33     | Motor                    | 10   |        |
| Ret  | 26 | Pedro Rodríguez      | BRM               | 22     | Motor                    | 15   |        |
| Ret  | 21 | Dan Gurney           | Eagle-Weslake     | 19     | Superaquecimento         | 12   |        |
| Ret  | 16 | Graham Hill          | Lotus-Ford        | 10     | Roda                     | 5    |        |
| Ret  | 14 | John Surtees         | Honda             | 8      | Acidente                 | 1    |        |
| Ret  | 9  | Chris Amon           | Ferrari           | 8      | Acidente                 | 3    |        |
| Ret  | 7  | Derek Bell           | Ferrari           | 4      | Sistema de combustível   | 8    |        |
| Ret  | 23 | Vic Elford           | Cooper-BRM        | 2      | Acidente                 | 20   |        |
| DNQ  | 28 | Frank Gardner        | BRM               |        |                          |      |        |
| DNQ  | 12 | Silvio Moser         | Brabham-Repco     |        |                          |      |        |
| EXC  | 18 | Mario Andretti       | Lotus-Ford        |        | Regra de 24 horas da ACI |      |        |
| EXC  | 25 | Bobby Unser          | BRM               |        | Regra de 24 horas da ACI |      |        |
| WD   | 22 | Robin Widdows        | Cooper-BRM        |        |                          |      |        |
| WD   | 24 | Lucien Bianchi       | Cooper-Alfa Romeo |        |                          |      |        |

## Tabela do campeonato após a corrida
|   | Pos. | Piloto          | Pontos |
| - | ---- | --------------- | ------ |
|   | 1    | Graham Hill     | 30     |
| 1 | 2    | Jacky Ickx      | 27     |
| 1 | 3    | Jackie Stewart  | 26     |
|   | 4    | Denny Hulme     | 24     |
|   | 5    | Pedro Rodríguez | 11     |

|  | Pos. | Construtor   | Pontos |
|  | ---- | ------------ | ------ |
|  | 1    | Lotus-Ford   | 44     |
|  | 2    | Matra-Ford   | 35     |
|  | 3    | Ferrari      | 32     |
|  | 4    | McLaren-Ford | 31     |
|  | 5    | BRM          | 21     |

- Nota: Somente as primeiras cinco posições estão listadas. A temporada de 1968 foi dividida em dois blocos de seis corridas onde cada piloto descartaria um resultado. Neste ponto esclarecemos: na tabela dos construtores figurava somente o melhor colocado dentre os carros de um time.